# Gueorgui Shishkin

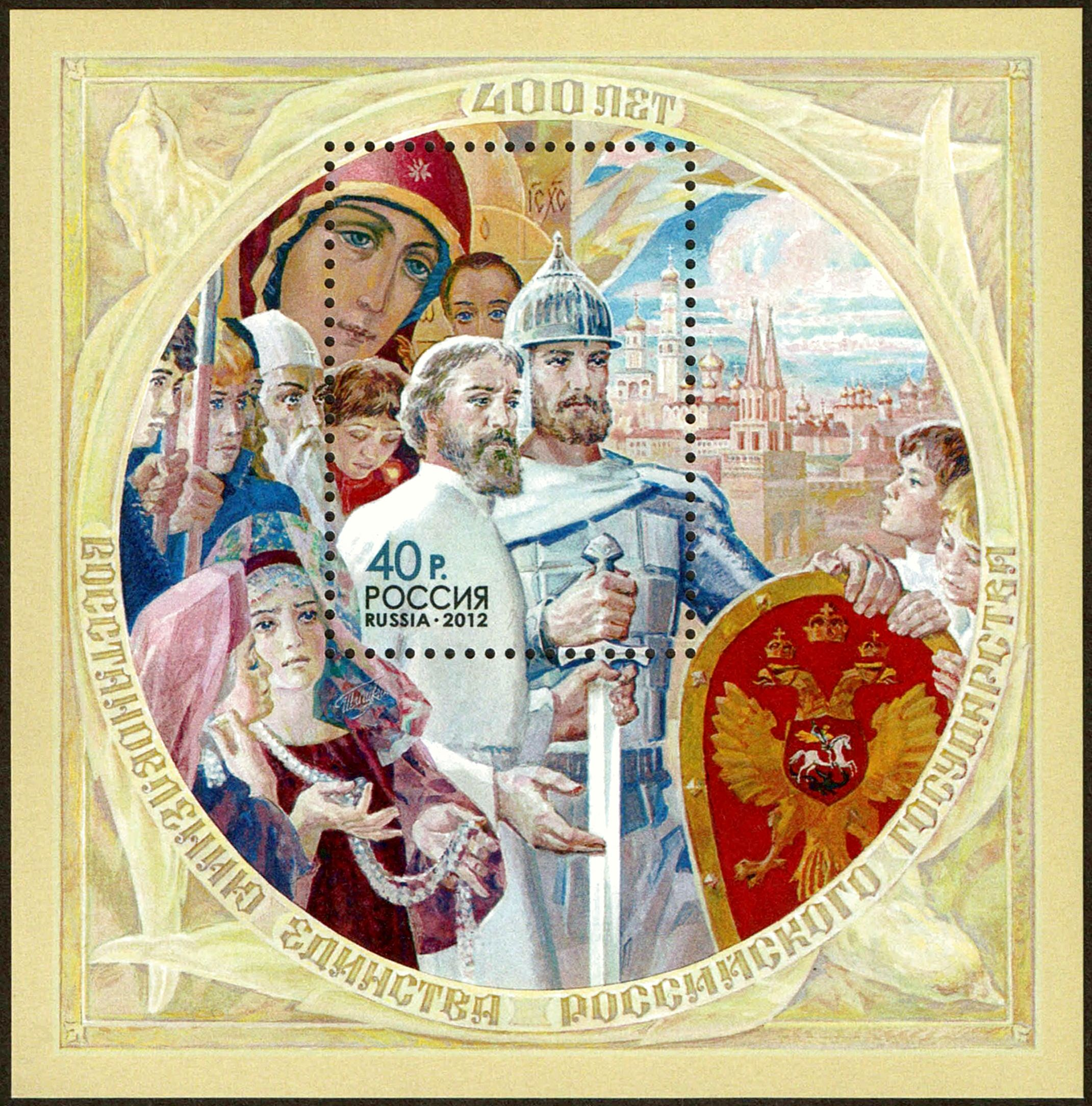
Sello postal diseñado por Gueorgui Shishkin y emitido por Rusia en 2012 para conmemorar el 400 aniversario de la retirada de las tropas lituano-polacas de Moscú

Gueorgui Gueorguievich Shishkin (en ruso: Гео́ргий Гео́ргиевич Ши́шкин, nacido el 25 de enero de 1948, Sverdlovsk, Rusia) es un pintor ruso. Es conocido por su serie de obras llamada «Sueños rusos».

## Vida y obra
Gueorgui Shishkin nació en la ciudad de Sverdlovsk en Rusia. Su padre era músico (violinista) del teatro local. Se graduó en la Academia Estatal de Arte y Arquitectura de los Urales (1975) y en la Universidad Estatal Stroganov de Artes e Industria de Moscú (1981). 
Fue profesor de dibujo y pintura durante diez años en la Academia de los Urales. Desde 1974 participó en exhibiciones de arte. Ese mismo año ganó la competencia nacional para creadores jóvenes de Rusia y participó en Exposición en Moscú.
Después de experimentar con diferentes técnicas, llegó a preferir el pastel desde 1980. En su ciclo de pinturas «Sueños rusos», buscó expresar la espiritualidad mediante la unión de abstracción y realidad. El famoso coleccionista de arte lord Alistair McAlpine, escribió un artículo en European Magazine (1995) refiriéndose a Shishkin como  «el pintor que capturó el enigma de Rusia». 
En 2017 tuvo lugar en el Museo Estatal Ruso de San Petersburgo una exposición de las obras de Gueorgui Shishkin.